# هارتسدیل (نیویورک)
هارتسدیل، نیویورک (به انگلیسی: Hartsdale, New York) یک منطقه سرشماری‌شده در ایالات متحده آمریکا است که در شهرستان وستچستر، نیویورک واقع شده‌است.

## خصوصیات
هارتسدیل ۲٫۳ کیلومترمربع مساحت و ۵٬۲۹۳ نفر جمعیت دارد و ۵۶ متر بالاتر از سطح دریا واقع شده‌است.